# Jaromir
Jaromir, slowakisch und tschechisch Jaromír, ist ein männlicher Vorname.

## Herkunft und Bedeutung
Jaromir ist ein westslawischer Vorname.
Jaromir ist ein typischer zweistämmiger slawischer Name, zusammengesetzt aus jaro und mir. Die Bedeutung ist nicht eindeutig, einige mögliche Erklärungen:
- polnisch jary (veraltet) = „rüstig, frisch, kräftig“; mir = „Ansehen, Achtung“
- obersorbisch jara = „sehr“; měr = „Frieden“
- tschechisch jaro = „Frühling“; mír = „Frieden“
- alt-russisch jaro = „Sonne“; mir = „Friede, Welt“

## Varianten
- Jaromar (polabisch)
- Jaroměr (obersorbisch)
- Jaromir (polnisch)
- Jaromír (slowakisch, tschechisch)

Weitere:

Jaromiar, Jeromiar, Jeromier
Die weibliche Namensform ist Jaromira bzw. Jaromíra.
Es gibt auch verkürzte Namensformen, wie z. B. Jarda, Jarek, Jesko oder Mirek.

## Namensträger

### Vorname
- Jaromír (Böhmen) († 1035), Herzog von Böhmen aus dem Geschlecht der Přemysliden
- Jaromír Borek (Schauspieler) (1928–1997), österreichischer Schauspieler
- Karel Jaromír Erben (1811–1870), tschechischer Autor
- Jaromír-Gebehard (um 1040–1090), Bischof von Prag aus dem Geschlecht der Přemysliden
- Jaromir Konecny (* 1956 in Prag), tschechisch-deutscher Schriftsteller, Slam-Poet und Naturwissenschaftler
- Jaromír Jágr (* 1972), tschechischer NHL-Eishockey-Spieler
- Jaromír Jermář (* 1956), Senator des tschechischen Repräsentantenhauses
- Jaromír Nohavica (* 1953), tschechischer Liedermacher
- Jaromír Vejvoda (1902–1988), tschechischer Komponist
- Jaromír Weinberger (1896–1967), tschechischer Komponist

### Familienname
- Adam Jaromir (* 1971), polnischer Autor und Verleger

### Kunstfiguren
- eine Person in dem Trauerspiel Die Ahnfrau von Franz Grillparzer (1817)
- der Sohn der Baronin und dessen Sohn in dem Lustspiel Der Unbestechliche von Hugo von Hofmannsthal (1823)
- ein Räuber in dem Gedicht Jaromir. In: Fliegende Blätter, Band 1, 1845, Heft 3, S. 19
- der Bischof von Prag in Adalbert Stifters Roman Witiko (1865–1867)
- Der kleine Herr Jaromir, Kinderbuch von Martin Ebbertz, 2002
- Jaromir von Greifenstein ist eine Figur in der Operette Die gold’ne Meisterin von Edmund Eysler.
- Jaromir ist der Titelheld mehrerer Kinderbücher des Autors Tomas Ross.